# هانا ویتووا
هانا ویتووا (چکی: Hana Vítová؛ ‏ ۲۴ ژانویهٔ ۱۹۱۴ – ۳ مارس ۱۹۸۷) بازیگر اهل چکسلواکی بود.
از فیلم‌ها یا برنامه‌های تلویزیونی که وی در آن نقش داشته‌است، می‌توان به گردان اشاره کرد.